# ریز فروریزاندن
روش ریز فروریزاندن (به انگلیسی: micro-pulling-down) (اختصاری μ-PD) یا ریزپایین‌کشیدن یک فنّ رشد بلور براساس انتقال پیوسته ماده ذوب‌شده از طریق ریزکانال (های) ساخته‌شده در کف بوته است. انجماد پیوسته مذاب بر روی سطح مقطع مایع/جامد که در زیر بوته قرار دارد انجام می‌شود. در حالت پایا، مذاب و بلور هردو با سرعت ثابت (اما به‌طور کلی متفاوت) به سمت پایین کشیده می‌شوند.
بسیاری از انواع مختلف بلور با این روش رشد می‌کنند، از جمله Y3Al5O12, Si, Si-Ge, LiNbO3, α-Al2O3, Y2O3, Sc2O3, LiF, CaF2, BaF2 و غیره.
روش معمول استاندارد مورد استفاده در رشد بیشتر بلورهای μ-PD به خوبی توسعه یافته است. مراحل کلی رشد عبارتند از:
- بارگذاری بوته با مواد اولیه (مخلوط پودرها)
- حرارت‌دادن بوته تا زمانی که مواد اولیه در بوته کاملاً ذوب شوند
- جابجایی دانه به سمت بالا تا تماس آن با ماهک (به انگلیسی: meniscus) یا بوته
- تشکیل ماهک و ذوب نسبی قسمت بالای دانه
- اصلاح شکل ماهک از طریق تنظیم مناسب دمای بوته و موقعیت دانهٔ بلور
- رشد بلور از طریق کشیدن دانه در جهت پایین
- جدایش بلور رشد یافته از ماهک
- خنک‌سازی سامانه (شامل بلور و بوته) تا دمای اتاق
- رشد بلور
- فرایند چکرالسکی
- سیلیکون ناحیه‌ای-شناور
- روش گدازآور
- رشد پایه با لیزر
- فرآیندهای شکل‌دهی در رشد بلور
- فرایند ورنویل
- نیوبات لیتیم
- یاقوت کبود
- اکسید اسکاندیوم (III).
- گارنت آلومینیوم ایتریوم